# فرس البحر البونتوهي
فرس البحر البونتوهي (الاسم العلمي: Hippocampus pontohi) (بالإنجليزية: Pontoh's pygmy seahorse)‏ هو نوع من الأسماك يتبع جنس فرس البحر من فصيلة زمارات البحر.